# Plopiş
Plopiş es una comuna ubicada en el distrito de Sălaj, Rumania.

## Superficie
Posee una superficie de 80,38 kilómetros cuadrados.

## Demografía
Hasta 2021 la población era de 2277 habitantes, con una densidad de población de 28,33 habitantes por kilómetro cuadrado.